# Visual is Dead
Visual is Dead (estilizado em maiúsculas) é o terceiro álbum da banda japonesa de rock R-Shitei, lançado em 25 de setembro de 2013. Lançado em duas edições, regular e limitada, o álbum inclui sete singles. A edição limitada acompanha um DVD extra, contendo o videoclipe da faixa título "Visual is Dead" e seu making-of. Em janeiro de 2025, o álbum foi disponibilizado em serviços de streaming.

## Promoção e temas
Em promoção ao álbum, a banda divulgou um videoclipe no qual suavizava seu visual e sonoridade, aproximando-se do pop e distanciando-se de sua temática anterior de rock e screamo. Pouco antes do lançamento, eles revelaram parte do videoclipe de "Visual is Dead" mostrando a verdadeira essência do álbum.
Visual is Dead começa a consolidar a temática do R-Shitei em abordar temas relacionados à transtornos psicológicos e a subcultura menhera, como evidenciado nos singles "I Am Menhera" (Eu sou Menhera) e "Seishun wa Wrist Cut" (青春はリストカット, A juventude é cortar os pulsos). Eles também se tornaram vanguardistas do subgênero Menhera kei.
Como parte da promoção em contraste com a temática do álbum na realidade, a lista de faixas anunciada diferia da versão final, sendo da seguinte forma:
| Lista de faixas anunciada |
| --- |
| 1. Kibō no Niwa (希望の庭) 2. VISUAL IS DEAD 3. Hi☆Me☆Go☆To☆ (ひ☆め☆ご☆と☆) 4. Akai Ito (赤い糸) 5. Candy Drop (キャンディードロップ) 6. Jibun Kakumei 2013 (自分革命2013) 7. Zutto, Tomodachi (ずっと、ともだち) 8. Happy Ending (ハッピーウエディング) 9. Hakata Mentai Rock (博多めんたいロック) 10. if ~Saiai no Kimi (if～最愛の君へ～) |

A turnê em promoção ao álbum contou com 15 shows e ocorreu no Japão de setembro a dezembro de 2013.

## Recepção
Alcançou a primeira posição na parada de álbuns indies da Oricon e a 23ª na principal. Permaneceu em parada por quatro semanas.
Os singles do álbum também ficaram em 1° lugar na parada indie da Oricon, exceto "Sekai no Owari" e "Aikoku Revolution".
Na Tower Records, ficou em 29 lugar no ranking de álbuns vendidos em Shibuya e em 7 em álbuns de Fukuoka.

## Faixas
| N.º            | Título                                                  | Duração |  |
| 1.             | "Misui no Niwa" (未遂の庭)                              | 1:55    |  |
| 2.             | "VISUAL IS DEAD"                                        | 3:37    |  |
| 3.             | "Himegoto" (秘事)                                       | 3:12    |  |
| 4.             | "Last Rain" (ラストレイン)                              | 4:15    |  |
| 5.             | "Zaratsuita Kanjō to Akai Ito" (ザラついた感情と紅い糸) | 3:16    |  |
| 6.             | "Seishun wa Wrist Cut" (青春はリストカット)             | 3:21    |  |
| 7.             | "Aikoku Revolution" (愛國革命)                          | 3:33    |  |
| 8.             | "Amedama" (飴玉)                                        | 3:26    |  |
| 9.             | "Slow Days" (スロウデイズ)                              | 5:08    |  |
| 10.            | "Kitsune no Sanretsu" (狐の参列)                        | 2:26    |  |
| 11.            | "Tomodachi o Koroshimashita." (友達を殺しました。)      | 2:22    |  |
| 12.            | "Closet Girl" (クローゼットガール)                      | 3:42    |  |
| 13.            | "Kogarashi no Hanayome" (木枯らしの花嫁)                | 5:17    |  |
| 14.            | "I Am Menhera" (アイアムメンヘラ)                       | 3:35    |  |
| 15.            | "Shōdō" (衝動)                                          | 3:19    |  |
| 16.            | "ever sleep"                                            | 3:45    |  |
| 17.            | "Sekai no Owari" (セカイノオワリ)                       | 3:21    |  |
| Duração total: | Duração total:                                          | 59:37   |  |

| DVD de edição limitada |                            |         |  |
| N.º                    | Título                     | Duração |  |
| 1.                     | "Visual is Dead PV"        |         |  |
| 2.                     | "Visual is Dead PV Making" |         |  |

## Créditos
- Mamo (マモ) – vocais
- Z – guitarra
- Kaede (楓) – guitarra
- Nanahoshi (七星) – baixo
- Hirotaka (宏崇) – bateria